# Tomislav Salopek
Tomislav Salopek je hrvatski pjesnik. Po struci je profesor književnosti.

## Djela
- Ohrabri radost, Hrvatski katolički zbor MI, 1997.

## Antologije i zbornici
Antologije u kojima su mu uvrštene pjesme:
- Krist u hrvatskom pjesništvu: od Jurja Šižgorića do naših dana: antologija duhovne poezije (izbor i prir. Vladimir Lončarević), 2007.
- Kruh i vino: zbornik suvremene hrvatske duhovne poezije, (prir. Josip Sanko Rabar), 2009.